# Dipoena pumicata
Dipoena pumicata là một loài nhện trong họ Theridiidae.
Loài này thuộc chi Dipoena. Dipoena pumicata được Eugen von Keyserling miêu tả năm 1886.